# Злото е на път
„Злото е на път“ е криминален роман на английската писателка Агата Кристи, публикуван за първи път през ноември 1968 г. във Великобритания. В романа се появяват детективите Томи и Тапънс.
Заглавието на книгата идва от четвърто действие, първа сцена от Макбет на Уилям Шекспир (превод на български от Валери Петров):
| „                       | Чувствам, палци ме сърбят — значи, злото е на път! | “ |
| Уилям Шекспир, „Макбет“ |                                                    |   |

## Сюжет
Томи и Тапънс посещават лелята на Томи, Ейда, в старческия дом „Съни Ридж“. Докато Томи разговарая с леля си, Тапнъс говори с друга жителка на дома, госпожа Ланкасътр. Госпожа Ланкастър неочаквано казва „Вашето бедно дете ли беше? Там, зад камината?“. Седмици по-късно леля Ейда умира от естествени причини. Когато се връщат в дома за пенсионери за вещите на лелята, те узнават, че госпожа Ланкастър внезапно е заминала. Тъпанс подозира, е има нещо повече и се опитва да се свърже с роднините, но не успява. Една от вещите, оставени от леля Ейда, е картина на къща край река. Картината напомня на Тапънс за къща, която някога е видяла на път с влака.
Тапънс се заема с разследването на случая. Намира къщата от картината в селце на име Сътън Чанселър. Оказва се, че къщата е разделена на две части по странен начин, отпред и отзад. Задната част е наета от средна на възраст двойка – семейство Пери. Тапънс разговаря с жителите на селото, но никой не е чувал за името Ланкастър. Оказва се обаче, че Тапънс е по правилната следа, когато един ден, докато се разхожда в гробищата, бива нападната.
В действителност се разбира, че госпожа Ланкастър се казва Джулия Старк и е умствено болна серийна убийца на деца. Тази нейна слабост знае мъжът ѝ – Филип Старк. През годините той я пазил, укривайки я в различни старчески домове под различни имена.

## Театрални и филмови адаптации
- Романът е адаптиран в телевизионен сериал през 2006 г. като част от Агата Кристи: Мис Марпъл с Джералдин Макюън в главната роля.